# Aït Oumalou
Ait Oumalou là một đô thị thuộc tỉnh Tizi Ouzou, Algérie. Dân số thời điểm năm 2002 là 9.233 người.